# Eigentlich wollte ich Förster werden
Eigentlich wollte ich Förster werden (Alternativtitel: Eigentlich wollte ich Förster werden – Bernd aus Golzow) ist Teil einer Langzeitdokumentation mit dem Namen Die Kinder von Golzow, die 1961 von dem Regisseur Winfried Junge begonnen und im Jahr 2007 beendet wurde. Eine Grundschulklasse aus Golzow im Oderbruch wurde über diesen Zeitraum hinweg begleitet und ihr Werdegang in mehreren Filmen festgehalten.
Der Titel des Filmes stammt von der Hauptperson Bernhard Oestreich. Durch die Aufnahmen wird nicht nur die Entwicklung des Kindes aus Golzow umfangreich eingefangen, sondern auch ein Einblick in die Geschichte der DDR gewährt.

## Handlung
Der Dokumentarfilm Eigentlich wollte ich Förster werden ist eine Langzeitaufnahme, die sowohl aus Zusammenschnitten älterer Filme des Golzow-Projektes als auch aus neueren Aufnahmen besteht. Die Rahmenhandlung bildet dabei ein Interview von Bernhard und seinem Vater Horst Oestreich, das während eines Norwegenurlaubs der beiden von Winfried Junge geführt wurde. Durch Einspielungen von Filmausschnitten werden die jeweiligen Lebensstationen, die in dem Interview angesprochen werden, aus der Sicht Oestreichs zu jener Zeit wiederholt und danach vom Regisseur und den Oestreichs kommentiert.
Winfried Junge geht dabei nicht nur ausschließlich auf Bernhard ein, sondern ebenso auf die Biografie seines Vaters Horst, seiner Frau Petra und seiner beiden Töchter Dana und Susanne. Seine Mutter verstarb schon frühzeitig im Jahr 1987.
Die verschiedenen Berufsfelder der Familie geben einen Einblick in verschiedene Aspekte der Deutschen Demokratischen Republik. Anhand von Bernhards Tätigkeit in einer Abwasserkläranlage im Petrochemischen Kombinat Schwedt können Schlussfolgerungen auf die Umweltpolitik der DDR gezogen werden. Der Vater Horst Oestreich war Diplom-Landwirt und eine Führungskraft in der  Landwirtschaftlichen Produktionsgenossenschaft in Golzow, welche einen Vorzeigeruf genoss. Seine Frau Petra, die in Bernhards früheren Tagen in Schwedt seine Arbeitskollegin war, ereilte das gleiche Schicksal wie viele Frauen aus der DDR nach der Wende, die Langzeitarbeitslosigkeit.
Der Film schließt mit dem Kinderlied „Anmut sparet nicht noch Mühe“ von Bertolt Brecht, das die Kinder von Golzow in ihrer Kindheit im Musikunterricht gesungen haben. Auch nach mehr als vierzig Jahren kann Bernhard dieses noch singen.